# Lipotriches petterssoni
Lipotriches petterssoni är en biart som först beskrevs av Gregory B. Pauly 1991.  Lipotriches petterssoni ingår i släktet Lipotriches och familjen vägbin. Inga underarter finns listade i Catalogue of Life.